# Pista de Santfelius
La Pista de Santfelius és una pista rural del terme municipal de Conca de Dalt, en territori del poble d'Erinyà, a l'antic terme de Toralla i Serradell, al Pallars Jussà.
Arrenca del traçat antic de la carretera N-260, ara denominat N-260a, al sud-est de Can Peret Casa, des d'on arrenca cap a ponent. Va a cercar el marge dret del riu de Serradell, passant abans pel nord de la partida de Santfelius, pel sud de la de l'Acampador, pel nord de la Costa i arribant a la Torroella, on fineix el seu recorregut.